# Situatives Brachland Museum
Situatives Brachland Museum ist der Titel einer Kunstaktion, die 2011 in Bochum stattfand und mit der die Initiatoren, die Künstler Matthias Schamp und Steffen Schlichter, ein Museum ungewöhnlicher Art eröffneten.
Für die erste Ausstellung des „Museums“ mit dem Titel „Kunstwerke-Werfen/Informelle Inbesitznahme des Situativen Brachland Museums“ schufen 49 Künstler Kunstwerke, die ohne Genehmigung über den Zaun auf ein im Besitz der Stadt Bochum befindliches, circa 4,5 Hektar großes Brachgelände geworfen wurden. Da das Situative Brachland Museum ein vagabundierendes Museum sei, sei der Ausstellungsraum nicht auf dieses eine Areal beschränkt. Aus dem Museum wurden von Unbekannten zweimal Kunstwerke entfernt.

## Beteiligte Künstler/Exponate
- Jochem Ahmann
- Andreas Bär
- Matthias Beckmann
- Beni
- Christine Biehler
- Martin Brand
- Oliver Breitenstein
- Yves Chaudouët
- Heike Döscher
- Frederik Foert
- Mark Formanek
- Gilbert Geister
- Carsten Gliese
- Christian Hasucha
- Peter Haury
- Nol Hennissen
- Ingold Airlines
- Uwe Jonas
- Jürgen Kierspel
- Winkler / Köperl
- Ruppe Koselleck
- Karl-Heinz Mauermann
- Peter Morrens
- Wolfgang Müller
- Jürgen O. Olbrich
- Ferhat Özgür
- Olaf Probst
- Jürgen Raap
- Arne Rautenberg
- Gerhart Reinert
- Matthias Schamp
- Steffen Schlichter
- Birgit Anna Schumacher
- Nicole Schuck
- Wolfgang Spanier
- Kathrin Sohn
- Stef Stagel
- Waste:CO: DARK STARS
- Max Sudhues
- Thomas Ulm
- Stephan US
- Roi Vaara
- Roel van Timmeren
- Harry Walter
- John Waszek
- Heike Weber
- Georg Winter
- Markus Emanuel Zaja
- Ella Ziegler